# Полікарп
Поліка́рп (дав.-гр. Πολύκαρπος від дав.-гр. πολύς, πολλή, πολύ — 1) численний, 2) великий, значний, 3) сильний +  дав.-гр. καρπός — плід) — чоловіче ім'я грецького походження, в перекладі з давньогрецької мови — рясний плодами, багатоплідний. 
Відомі носії:
- Полікарп Печерський — святий, архімандрит і настоятель Києво-Печерського монастиря (1182).
- Полікарп II (д/н — бл. 1238/1240) — церковний діяч і письменник часів занепаду Великого князівства Київського.
- Святий Полікарп — один з перших християнських єпископів.